# Irish Derby
Groupe 1
L'Irish Derby, ou Derby d'Irlande, est une course hippique disputée sur les 2 400 m de l'hippodrome du Curragh, en Irlande. Théoriquement destiné à consacrer le meilleur poulain de trois ans de l'Île verte, il est ouvert à tous les poulains entiers et pouliches nés dans l'hémisphère nord, quelle que soit leur origine. Couru fin juin ou début juillet, il est souvent le théâtre d'une revanche du Derby anglais, dont il est le pendant, voire d'un affrontement du Derby-winner et du lauréat du Prix du Jockey Club, son équivalent français. 
Il s'agit de la deuxième manche de la Triple couronne irlandaise, après les 2000 guinées irlandaises et avant le St. Leger irlandais. L'allocation de cette course de groupe 1 s'élève à 1 500 000 €.

## Historique
La toute première version du Derby d'Irlande, les O'Darby Stakes, se disputa de 1817 à 1824. Une autre épreuve fut créée en 1848 à destination des 3 ans irlandais, The Curragh Derby, mais son existence tourna court également. Il faudra attendre 1866 pour que le Derby soit définitivement établi, trouvant sa distance actuelle en 1872. Le premier cheval à réaliser le double Derby d'Epsom / Derby d'Irlande fut Orby, en 1907. Il faudra attendre 1964 et la victoire de Santa Claus pour voir cet exploit à nouveau accompli. Depuis, seize chevaux y sont parvenus. Quant au doublé Prix du Jockey Club / Derby d'Irlande, quatre chevaux peuvent s'en prévaloir. Enfin, deux pouliches ont réussi l'exploit d'y dominer les mâles, Salsabil en 1989 et Balanchine en 1994. 

### Records
Chevaux
- Le record de l'épreuve est détenu depuis 1992 par St Jovite avec un temps de 2'25"60.
- Doublé Derby d'Epsom / Derby d'Irlande : Orby (1907), Santa Claus (1964), Nijinsky (1970), Grundy (1975), The Minstrel (1977), Shirley Heights (1978), Troy (1979), Shergar (1981), Shahrastani (1986), Kahyasi (1988), Generous (1991), Commander in Chief (1993), Sinndar (2000), Galileo (2001), High Chaparral (2002), Camelot (2012), Australia (2014), Harzand (2016), Auguste Rodin (2023)
- Doublé Prix du Jockey Club / Derby d'Irlande : Assert (1982), Old Vic (1989), Dream Well (1998), Montjeu (1999)

Jockey
- Morny Wing – 6 – Ballyheron (1921), Waygood (1923), Rock Star (1930), Rosewell (1938), Windsor Slipper (1942), Bright News (1946)

Entraîneur
- Aidan O'Brien – 16 – Desert King (1997), Galileo (2001), High Chaparral (2002), Dylan Thomas (2006), Soldier of Fortune (2007), Frozen Fire (2008), Fame and Glory (2009), Cape Blanco (2010), Treasure Beach (2011), Camelot (2012), Australia (2014), Capri (2017), Sovereign (2019), Santiago (2020), Auguste Rodin (2023), Los Angeles (2024)

Propriétaire
- Coolmore – 18 – Desert King (1997), Montjeu (1999), Galileo (2001), High Chaparral (2002), Hurricane Run (2005), Dylan Thomas (2006), Soldier of Fortune (2007), Frozen Fire (2008), Fame and Glory (2009), Cape Blanco (2010), Treasure Beach (2011), Camelot (2012), Australia (2014), Capri (2017), Sovereign (2019), Santiago (2020), Auguste Rodin (2023), Los Angeles (2024)

## Palmarès
| Année | Vainqueur          | Pays        | Père            | Jockey             | Entraîneur      | Propriétaire               | Deuxième           | Troisième          | Temps   |
| ----- | ------------------ | ----------- | --------------- | ------------------ | --------------- | -------------------------- | ------------------ | ------------------ | ------- |
| 2025  | Lambourn           | Irlande     | Australia       | Ryan Moore         | Aidan O'Brien   | Coolmore                   | Serious Contender  | Lazy Griff         | 2'29"18 |
| 2024  | Los Angeles        | Irlande     | Camelot         | Ryan Moore         | Aidan O'Brien   | Coolmore                   | Sunway             | Ambiente Friendly  | 2'28"15 |
| 2023  | Auguste Rodin      | Irlande     | Deep Impact     | Ryan Moore         | Aidan O'Brien   | Coolmore                   | Adelaide River     | Covent Garden      | 2'33"24 |
| 2022  | Westover           | Royaume-Uni | Frankel         | Colin Keane        | Ralph Beckett   | Juddmonte Farms            | Piz Badile         | French Claim       | 2'34"80 |
| 2021  | Hurricane Lane     | Royaume-Uni | Frankel         | William Buick      | Charlie Appleby | Écurie Godolphin           | Lone Eagle         | Wordworsth         | 2'33"85 |
| 2020  | Santiago           | Irlande     | Authorized      | J.A. Heffernan     | Aidan O'Brien   | Coolmore                   | Tiger Moth         | Dawn Patrol        | 2'38"17 |
| 2019  | Sovereign          | Irlande     | Galileo         | Padraig Beggy      | Aidan O'Brien   | Mrs J. Magnier             | Anthony Van Dyck   | Norway             | 2'31"50 |
| 2018  | Latrobe            | Irlande     | Camelot         | Donnacha O'Brien   | Joseph O' Brien | Lloyd J. Williams          | Rostropovich       | Saxon Warrior      | 2'32"62 |
| 2017  | Capri              | Irlande     | Galileo         | J.A. Heffernan     | Aidan O'Brien   | Coolmore                   | Cracksman          | Wings of Eagles    | 2'35"45 |
| 2016  | Harzand            | Irlande     | Sea The Stars   | Patrick-J. Smullen | Dermot K. Weld  | S.A. Aga Khan              | Idaho              | Stellar Mass       | 2'38"05 |
| 2015  | Jack Hobbs         | Royaume-Uni | Halling         | William Buick      | John Gosden     | Écurie Godolphin           | Storm The Stars    | Giovanni Canaletto | 2'34"93 |
| 2014  | Australia          | Irlande     | Galileo         | Joseph O'Brien     | Aidan O'Brien   | Coolmore                   | Kingfisher         | Orchestra          | 2'33"19 |
| 2013  | Trading Leather    | Irlande     | Teofilo         | Kevin Manning      | Jim Bolger      | Jim Bolger                 | Galileo Rock       | Festive Cheer      | 2'27"17 |
| 2012  | Camelot            | Irlande     | Montjeu         | Joseph O'Brien     | Aidan O'Brien   | Coolmore                   | Born to Sea        | Light Heavy        | 2'43"96 |
| 2011  | Treasure Beach     | Irlande     | Galileo         | Colm O'Donoghue    | Aidan O'Brien   | Coolmore                   | Seville            | Memphis Tennessee  | 2'33"26 |
| 2010  | Cape Blanco        | Irlande     | Galileo         | Johnny Murtagh     | Aidan O'Brien   | Coolmore                   | Midas Touch        | Jan Vermeer        | 2'28"68 |
| 2009  | Fame and Glory     | Irlande     | Montjeu         | Johnny Murtagh     | Aidan O'Brien   | Coolmore                   | Golden Swords      | Mourayan           | 2'30"87 |
| 2008  | Frozen Fire        | Irlande     | Montjeu         | J.A. Heffernan     | Aidan O'Brien   | Coolmore                   | Casual Conquest    | Tartan Bearer      | 2'31"96 |
| 2007  | Soldier of Fortune | Irlande     | Galileo         | J.A. Heffernan     | Aidan O'Brien   | Coolmore                   | Alexander of Hales | Eagle Mountain     | 2'36"02 |
| 2006  | Dylan Thomas       | Irlande     | Danehill        | Kieren Fallon      | Aidan O'Brien   | Coolmore                   | Gentlewave         | Best Alibi         | 2'29"70 |
| 2005  | Hurricane Run      | France      | Montjeu         | Kieren Fallon      | André Fabre     | Coolmore                   | Scorpion           | Shalapour          | 2'29"40 |
| 2004  | Grey Swallow       | Irlande     | Daylami         | Pat Smullen        | Dermot K. Weld  | Rochelle Quinn             | North Light        | Tycoon             | 2'28"70 |
| 2003  | Alamshar           | Irlande     | Key of Luck     | Johnny Murtagh     | John Oxx        | S.A. Aga Khan              | Dalakhani          | Roosevelt          | 2'28"20 |
| 2002  | High Chaparral     | Irlande     | Sadler's Wells  | Michael Kinane     | Aidan O'Brien   | Coolmore                   | Sholokhov          | Ballingarry        | 2'32"20 |
| 2001  | Galileo            | Irlande     | Sadler's Wells  | Michael Kinane     | Aidan O'Brien   | Coolmore                   | Morshdi            | Golan              | 2'27"10 |
| 2000  | Sinndar            | Irlande     | Grand Lodge     | Johnny Murtagh     | John Oxx        | S.A. Aga Khan              | Glyndebourne       | Ciro               | 2'33"90 |
| 1999  | Montjeu            | France      | Sadler's Wells  | Cash Asmussen      | John E. Hammond | Coolmore                   | Daliapour          | Tchaikovsky        | 2'30"10 |
| 1998  | Dream Well         | France      | Sadler's Wells  | Cash Asmussen      | Pascal Bary     | Famille Niárchos           | City Honours       | Desert Fox         | 2'44"30 |
| 1997  | Desert King        | Irlande     | Danehill        | Christy Roche      | Aidan O'Brien   | Coolmore                   | Dr Johnson         | Loup Sauvage       | 2'32"50 |
| 1996  | Zagreb             | Irlande     | Theatrical      | Pat Shanahan       | Dermot K. Weld  | Allen E. Paulson           | Polaris Flight     | His Excellence     | 2'30"60 |
| 1995  | Winged Love        | France      | In The Wings    | Olivier Peslier    | André Fabre     | Cheikh Al Maktoum          | Definite Article   | Annus Mirabilis    | 2'30"10 |
| 1994  | Balanchine         | Royaume-Uni | Storm Bird      | Lanfranco Dettori  | Hilal Ibrahim   | Écurie Godolphin           | King's Theatre     | Colonel Collins    | 2'32"70 |
| 1993  | Commander in Chief | Irlande     | Dancing Brave   | Pat Eddery         | Henry Cecil     | Khalid Abdullah            | Hernando           | Foresee            | 2'31"20 |
| 1992  | St Jovite          | Irlande     | Pleasant Colony | Christy Roche      | Jim Bolger      | Virginia Kraft Payson      | Dr Devious         | Contested Bid      | 2'25"60 |
| 1991  | Generous           | Royaume-Uni | Caerleon        | Alan Munro         | Paul Cole       | Prince Fahd bin Salman     | Suave Dancer       | Star of Gdansk     | 2'33"30 |
| 1990  | Salsabil           | Royaume-Uni | Sadler's Wells  | Willie Carson      | John Dunlop     | Hamdan Al Maktoum          | Deploy             | Belmez             | 2'33"00 |
| 1989  | Old Vic            | Royaume-Uni | Sadler's Wells  | Steve Cauthen      | Henry Cecil     | Cheikh Al Maktoum          | Observation Post   | Ile de Nisky       | 2'29"90 |
| 1988  | Kahyasi            | Royaume-Uni | Ile de Bourbon  | Ray Cochrane       | Luca Cumani     | S.A. Aga Khan              | Insan              | Glacial Storm      | 2'32"50 |
| 1987  | Sir Harry Lewis    | Royaume-Uni | Alleged         | John Reid          | Barry Hills     | Howard Kaskel              | Naheez             | Entitled           | 2'40"20 |
| 1986  | Shahrastani        | Royaume-Uni | Nijinsky        | Walter Swinburn    | Michael Stoute  | S.A. Aga Khan              | Bonhomie           | Bakharoff          | 2'32"10 |
| 1985  | Law Society        | Irlande     | Alleged         | Pat Eddery         | Vincent O'Brien | Stávros Niárchos           | Theatrical         | Damister           | 2'29"90 |
| 1984  | El Gran Señor      | Irlande     | Northern Dancer | Pat Eddery         | Vincent O'Brien | Robert Sangster            | Rainbow Quest      | Dahar              | 2'31"50 |
| 1983  | Shareef Dancer     | Royaume-Uni | Northern Dancer | Walter Swinburn    | Michael Stoute  | Maktoum Al Maktoum         | Caerleon           | Teenoso            | 2'29"40 |
| 1982  | Assert             | Irlande     | Be My Guest     | Christy Roche      | David O'Brien   | Robert Sangster            | Silver Hawk        | Patcher            | 2'33"20 |
| 1981  | Shergar            | Royaume-Uni | Great Nephew    | Lester Piggott     | Michael Stoute  | S.A. Aga Khan              | Cut Above          | Dance Bid          | 2'32"70 |
| 1980  | Tyrnavos           | Royaume-Uni | Blakeney        | Tony Murray        | Bruce Hobbs     | George Cambanis            | Prince Bee         | Ramian             | 2'43"80 |
| 1979  | Troy               | Royaume-Uni | Petingo         | Willie Carson      | Dick Hern       | M. Sobell & Lord Weinstock | Dickens Hill       | Bohemian Grove     | 2'30"60 |
| 1978  | Shirley Heights    | Royaume-Uni | Mill Reef       | Greville Starkey   | John Dunlop     | Charles Wood               | Exdirectory        | Hawaiian Sound     | 2'32"30 |
| 1977  | The Minstrel       | Irlande     | Northern Dancer | Lester Piggott     | Vincent O'Brien | Robert Sangster            | Lucky Sovereign    | Classic Example    | 2'32"00 |
| 1976  | Malacate           | France      | Lucky Debonnair | Philippe Paquet    | François Boutin | Maria Félix Berger         | Empery             | Northern Treasure  | 2'31"20 |
| 1975  | Grundy             | Royaume-Uni | Great Nephew    | Pat Eddery         | Peter Walwyn    | Carlo Vittadini            | King Pellinore     | Annes Pretender    | 2'31"10 |
| 1974  | English Prince     | Royaume-Uni | Petingo         | Yves Saint-Martin  | Peter Walwyn    | Vera Hue-Williams          | Imperial Prince    | Sir Penfro         | 2'33"40 |
| 1973  | Weaver's Hall      | Irlande     | Buster          | George McGrath     | Seamus McGrath  | Seamus McGrath             | Rapagan            | Buoy               | 2'39"00 |
| 1972  | Steel Pulse        | Royaume-Uni | Diatome         | Bill Williamson    | Scobie Breasley | Ravi Tikkoo                | Scottish Rifle     | Ballymore          | 2'39"80 |
| 1971  | Irish Ball         | France      | Baldric         | Alfred Gibert      | Philippe Lallié | Emile Littler              | Lombardo           | Guillemot          | 2'33"80 |
| 1970  | Nijinsky           | Irlande     | Northern Dancer | Liam Ward          | Vincent O'Brien | Charles W. Engelhard, Jr.  | Meadowville        | Master Guy         | 2'36"80 |

## Éditions précédentes
- 1866 - Selim
- 1867 - Golden Plover
- 1868 - Madeira
- 1869 - The Scout
- 1870 - Billy Pitt
- 1871 - Maid of Athens
- 1872 - Trickstress
- 1873 - Kyrle Daly
- 1874 - Ben Battle
- 1875 - Innishowen
- 1876 - Umpire
- 1877 - Redskin
- 1878 - Madame duBarry
- 1879 - Soulouque
- 1880 - King of the Bees
- 1881 - Master Ned
- 1882 - Sortie
- 1883 - Sylph
- 1884 - Theologian
- 1885 - St. Kevin
- 1886 - Theodemir
- 1887 - Pet Fox
- 1888 - Theodolite
- 1889 - Tragedy
- 1890 - Kentish Fire
- 1891 - Narraghmore
- 1892 - Roy Neil
- 1893 - Bowline
- 1894 - Blairfinde
- 1895 - Portmarnock
- 1896 - Gulsalberk
- 1897 - Wales
- 1898 - Noble Howard
- 1899 - Oppressor
- 1900 - Gallinaria
- 1901 - Carrigavalla
- 1902 - St. Brendan
- 1903 - Lord Rossmore
- 1904 - Royal Arch
- 1905 - Flax Park
- 1906 - Killeagh
- 1907 - Orby
- 1908 - Wild Bouquet
- 1909 - Bachelor's Double
- 1910 - Aviator
- 1911 - Shanballymore
- 1912 - Civility
- 1913 - Bachelor's Wedding
- 1914 - Land of Song
- 1915 - Ballaghtobin
- 1916 - Furore
- 1917 - First Flier
- 1918 - King John
- 1919 - Loch Lomond
- 1920 - He Goes
- 1921 - Ballyheron
- 1922 - Spike Island
- 1923 - Waygood
- 1924 - Haine / Zodiac 1
- 1925 - Zionist
- 1926 - Embargo
- 1927 - Knight of the Grail
- 1928 - Baytown
- 1929 - Kopi
- 1930 - Rock Star
- 1931 - Sea Serpent
- 1932 - Dastur
- 1933 - Harinero
- 1934 - Patriot King / Primero 1
- 1935 - Museum
- 1936 - Raeburn
- 1937 - Phideas
- 1938 - Rosewell
- 1939 - Mondragon
- 1940 - Turkhan
- 1941 - Sol Oriens
- 1942 - Windsor Slipper
- 1943 - The Phoenix
- 1944 - Slide On
- 1945 - Piccadilly
- 1946 - Bright News
- 1947 - Sayajirao
- 1948 - Nathoo
- 1949 - Hindostan
- 1950 - Dark Warrior
- 1951 - Fraise du Bois
- 1952 - Thirteen of Diamonds
- 1953 - Chamier
- 1954 - Zarathustra
- 1955 - Panaslipper
- 1956 - Talgo
- 1957 - Ballymoss
- 1958 - Sindon
- 1959 - Fidalgo
- 1960 - Chamour
- 1961 - Your Highness
- 1962 - Tambourine
- 1963 - Ragusa
- 1964 - Santa Claus
- 1965 - Meadow Court
- 1966 - Sodium
- 1967 - Ribocco
- 1968 - Ribero
- 1969 - Prince Regent

1 Dead-heat

## Portraits de vainqueurs

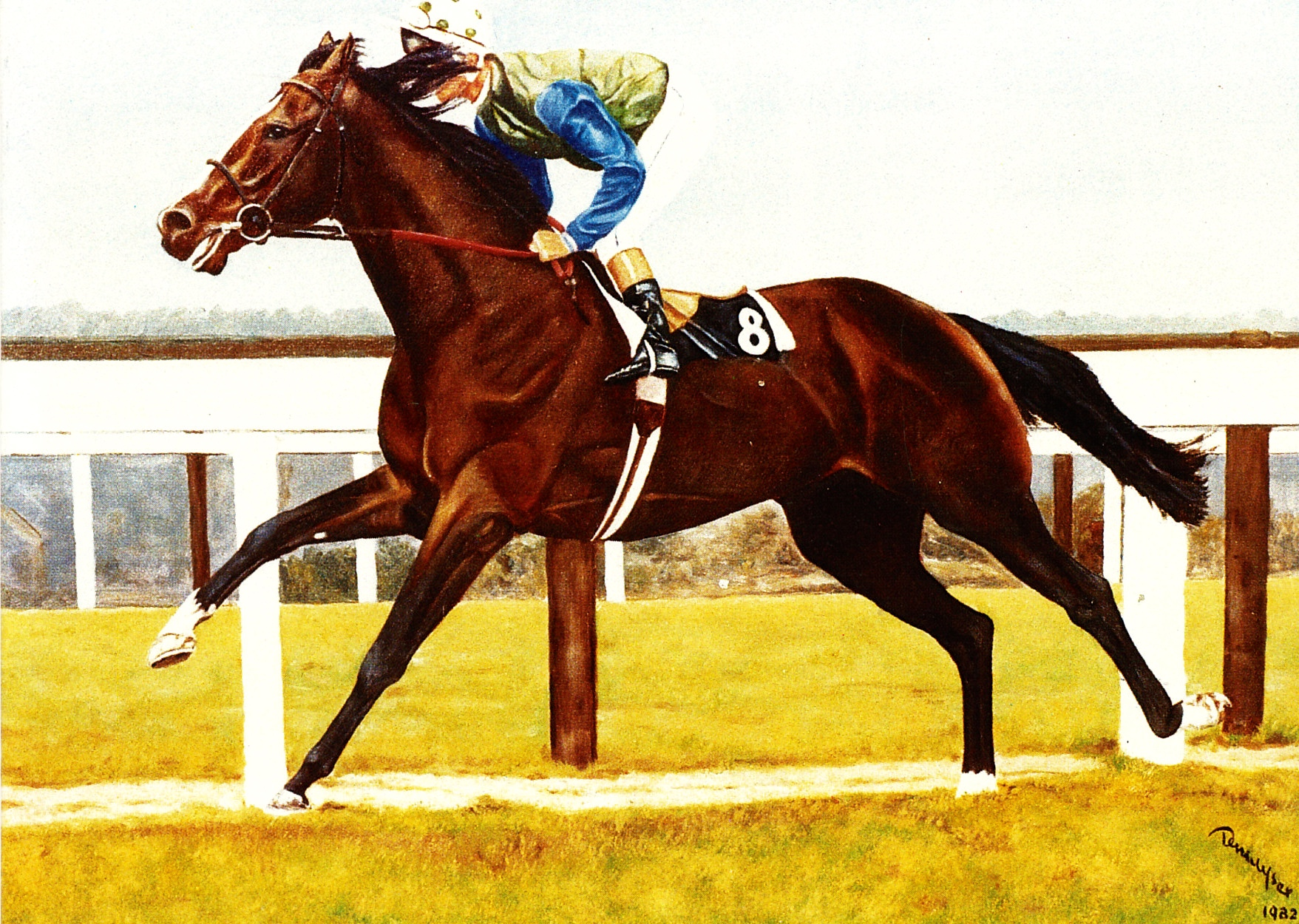
Assert, peint par l’artiste peintre Bob Demuyser (1920-2003)
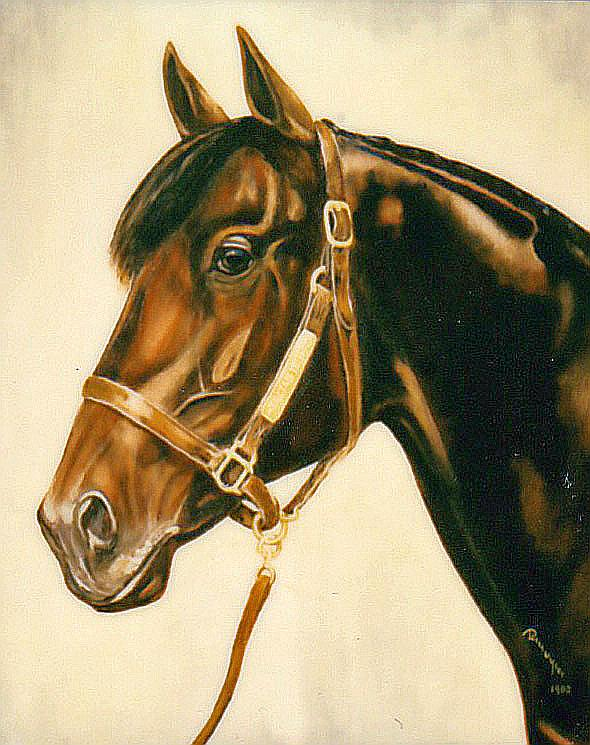
Shirley Heights, par Bob Demuyser